# Fliegerhorst Werl

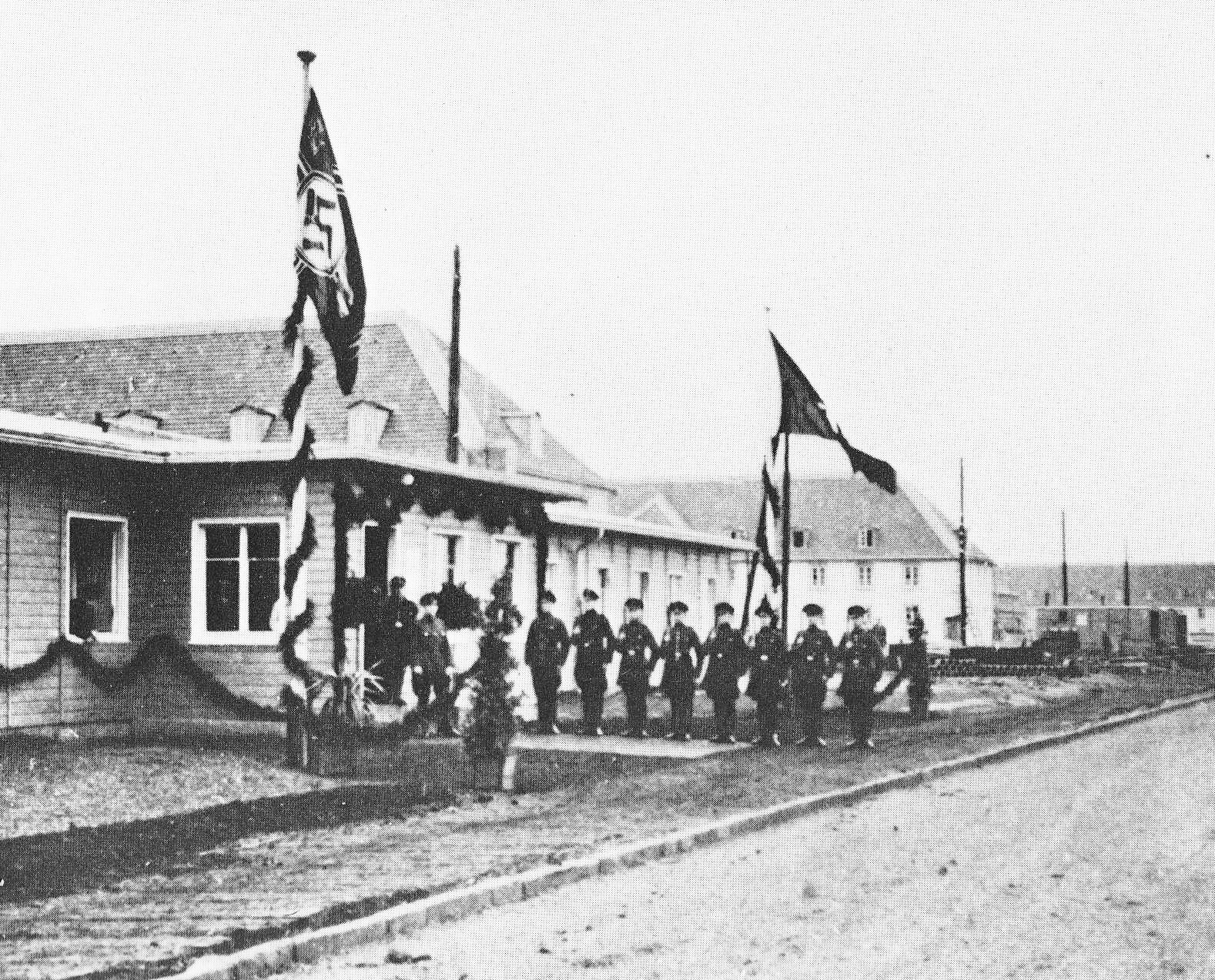
Einfahrt mit Wache (1936)

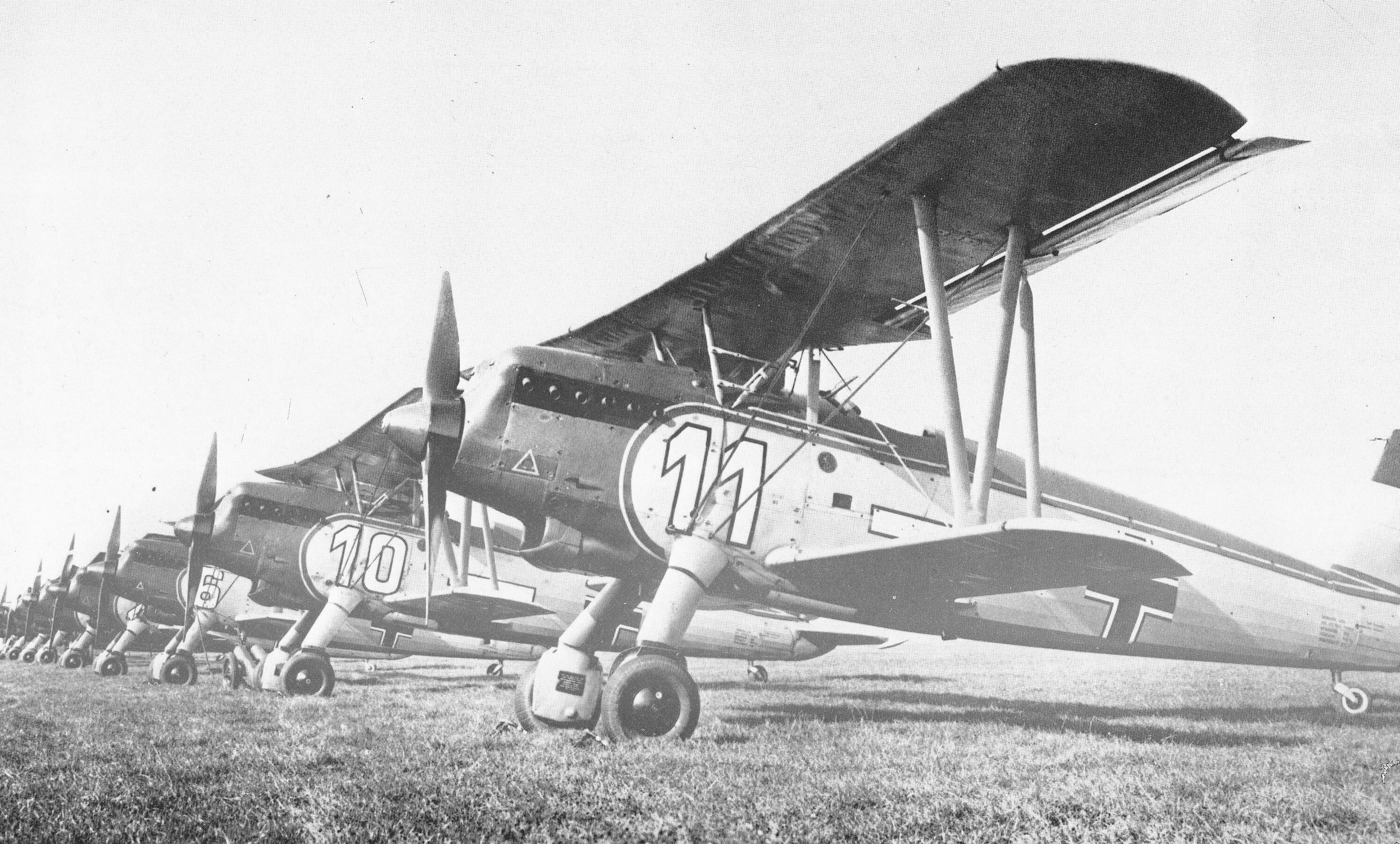
Arado Ar 68F der 4. Staffel des Jagdgeschwaders 134 „Horst Wessel“ auf dem Fliegerhorst Werl (1936)

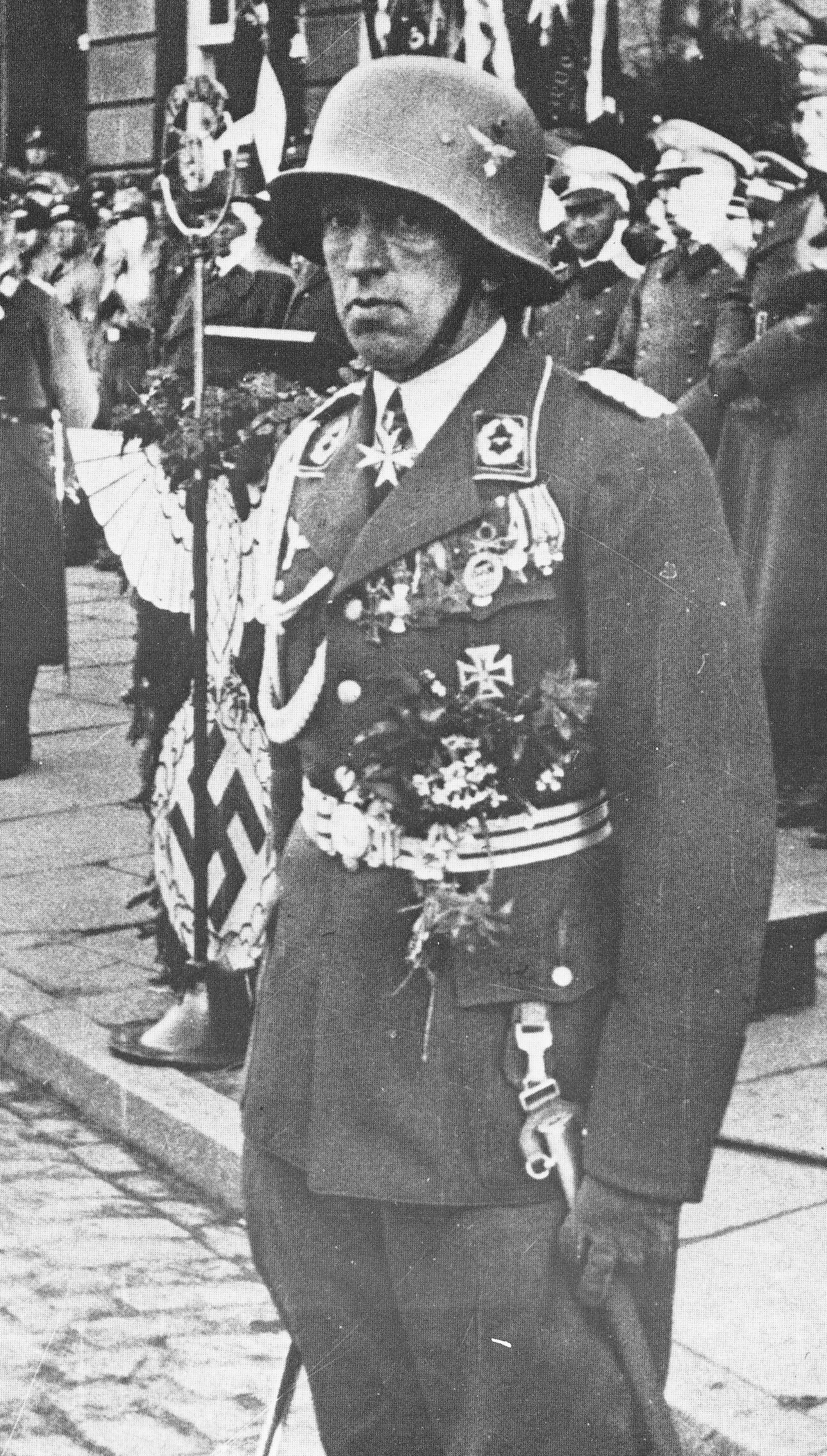
Major Theo Osterkamp, erster Kommandant des Fliegerhorstes

Der Fliegerhorst Werl war ein Militärflugplatz, der 1936 von der Luftwaffe der Wehrmacht eingeweiht wurde. Der nördlich von Werl neben der Justizvollzugsanstalt liegende Flugplatz wurde nach dem Ende des Zweiten Weltkriegs von NATO-Streitkräften genutzt und schließlich 1994 aufgegeben. Nach dem Abriss der Anlagen befindet sich heute auf dem Areal das Gewerbegebiet KonWerl 2010.

## Planung
Erste Erkundungen der topografischen Gegebenheiten fanden 1934 statt. Mitte des Jahres wurde das Bauvorhaben öffentlich bekanntgegeben. In der Bevölkerung fand sich einerseits wegen des zu erwartenden wirtschaftlichen Aufschwunges Zustimmung, andererseits Ablehnung bei den betroffenen Landwirten, die ihr Land am Melsterberg abgeben sollten. Sie sollten durch Entschädigung oder Landtausch abgefunden werden. Radio Luxemburg berichtete, dass die Nationalsozialisten einen Fliegerhorst sowohl in Werl als auch in Dortmund anlegen wollen. Diese Meldung wurde vorerst von Berlin dementiert. Im November 1934 wurde in der Villa Wulf unter der unverfänglichen Bezeichnung Deutsche Verkehrsfliegerschule Werl ein erstes Büro für den Baumeister Espenschied und seinen Stellvertreter Hörmann eingerichtet. Die Bauleitung wurde in einer neu errichteten Baracke in der Nähe der Scheidinger Straße untergebracht. Die Bauleitung bestand aus den Fachbereichen Hoch- und Tiefbau, Elektrik sowie technische Bereiche.

## Bau

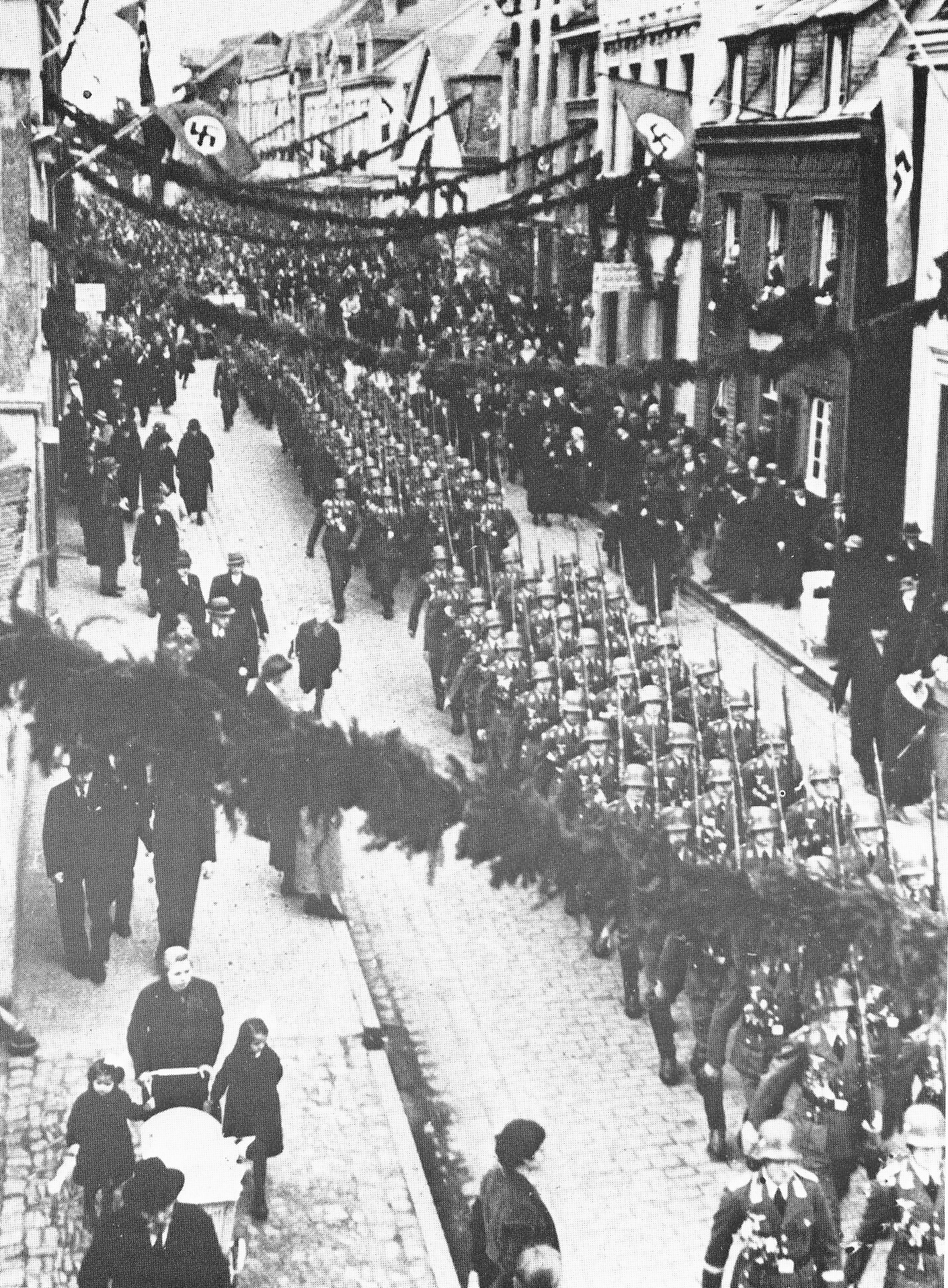
Eröffnungsparade in der Werler Innenstadt (1936)

Baubeginn war im Januar 1935. Den Hoch- und Tiefbau übernahmen die Firmen Berger und Hitzbeck; Siemens lieferte die technische Ausstattung des Flugplatzes. Jeden Tag wurden vom Omnibusunternehmen Rosenkranz 1.000 Arbeiter aus Herne und Umgebung zur Baustelle gefahren. Auch in Werl gab es so gut wie keine Arbeitslosen mehr. Jeder Geeignete fand hier eine Beschäftigung. Gearbeitet wurde ohne Rücksicht auf die Witterungsverhältnisse bei Tag und Nacht in Schichten. Die Arbeiter konnten sich für wenig Geld aus einer Kantine versorgen, die von der Firma Wellhausen aus Wuppertal eingerichtet wurde.
Nach dem Planieren des Geländes wurde festgestellt, dass sich auf diesem ehemaligen Wiesengelände mit lehm- und tonhaltigem Untergrund das Regenwasser sammelte und nicht versickerte. In diesem Zustand war das Gelände nicht als Flugplatz zu verwenden. Es wurde beschlossen, das gesamte schon planierte Gelände um ca. 65 cm abzutragen. Bei diesen Arbeiten stieß man auf die Reste einer römischen Siedlung und es wurden Münzen aus dieser Zeit gefunden. Weiterhin wurden Scherben aus der Zeit der Bandkeramik geborgen.
Am 1. März 1935 wurde die Gründung der Luftwaffe offiziell bekanntgegeben und die Deutsche Verkehrsfliegerschule Werl am 1. April 1935 in Bauleitung Flugplatz Werl umbenannt. Mittlerweile waren etwa 1.500 Menschen hier beschäftigt. Um die weitläufige Fläche des Flugfeldes entstanden Flugzeughallen, eine Werft, Kasernenanlagen mit Truppenunterkünften, ein Exerzierplatz und Sportanlagen, die Waffenmeisterei sowie ein Kasino und etliche Nebengebäude. Diese Gebäude wurden durch ein zentrales Heizkraftwerk beheizt. Zum Schluss wurden betonierte Landebahnen angelegt. Es wurde nach dem damals neuesten Stand der Technik geplant und gebaut. Das kreisförmige Rollfeld war von einer betonierten Rollstraße umgeben, an der sieben Flugzeughallen und ein Schießstand zum Einschießen der Flugzeug-Bordwaffen lagen. Die beiden kegelförmigen Lande- und Startbahnen waren aus strategischen Gründen in Ost-West-Ausrichtung angelegt. Unter den Grasflächen des Rollfeldes waren vier Tanklager versteckt. Die Gesamtbaukosten lagen bei etwa vier Millionen Reichsmark.

## Einweihung

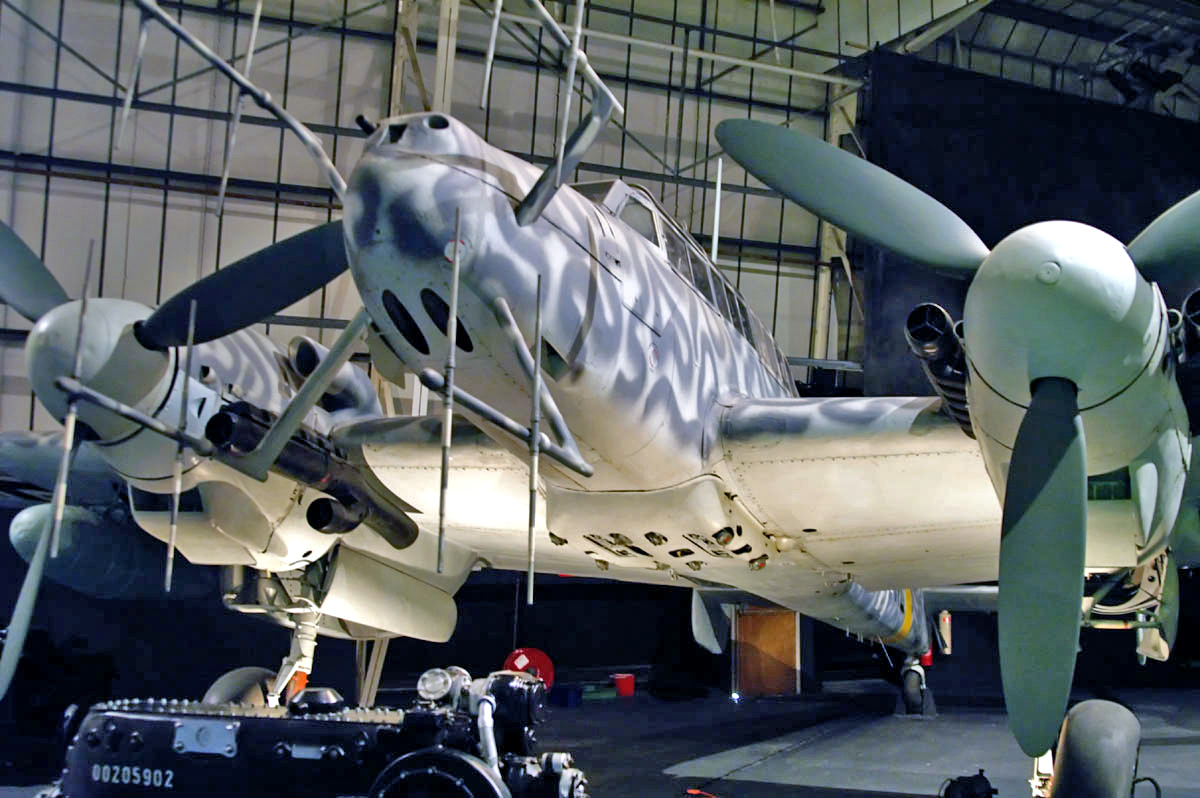
Nachtjäger Messerschmitt Bf 110 im RAF-Museum Hendon mit der mittleren Version der „Hirschgeweih“-Antenne für das Radargerät FuG 220 „Lichtenstein-SN-2“

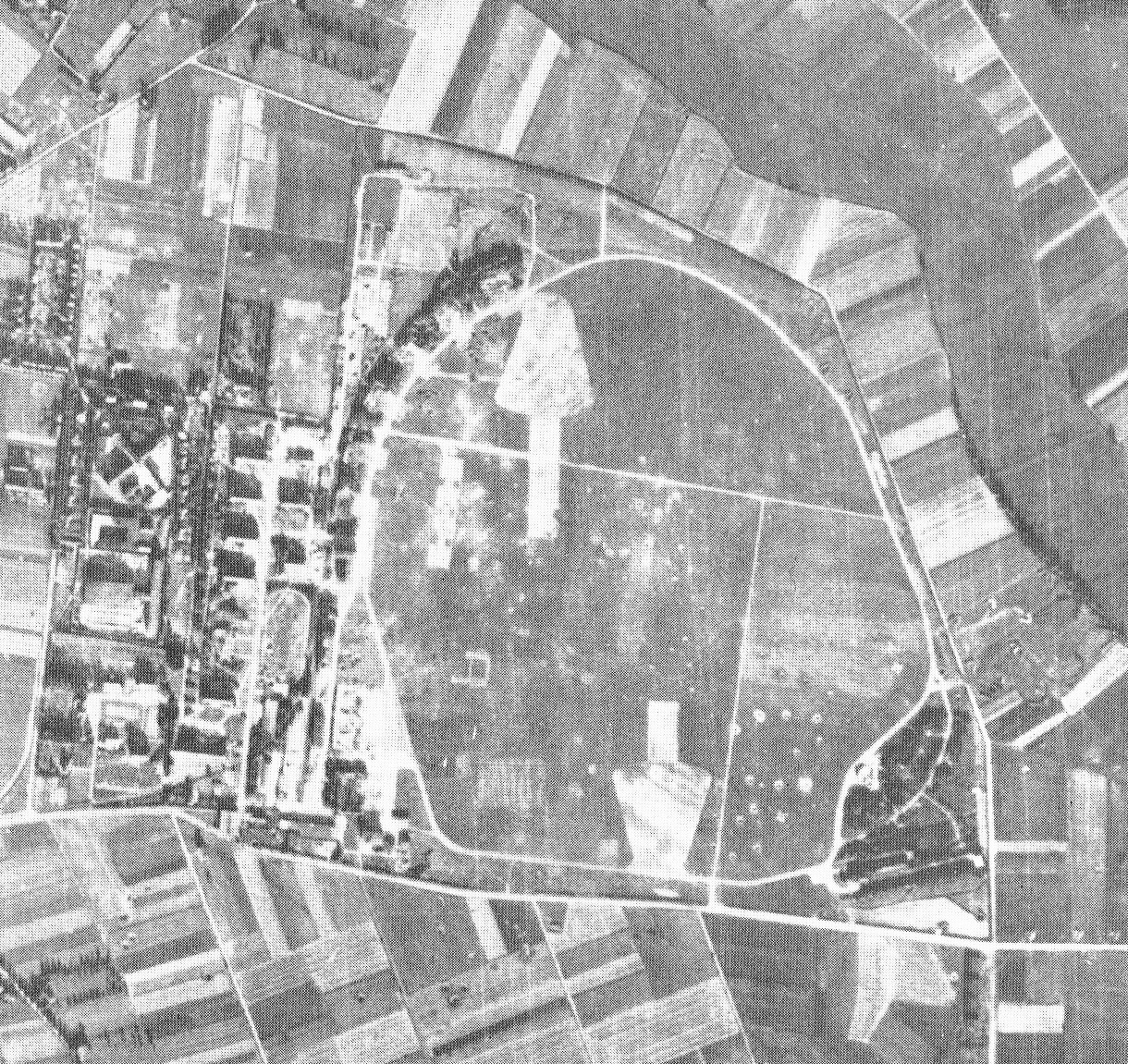
Der Fliegerhorst, 1945 aufgenommen aus einer Maschine der USAAF. Am linken Bildrand ist der kreuzförmige Bau der Justizvollzugsanstalt Werl zu erkennen. Im Osten (unten) die Scheidinger Straße.

Unter großer Anteilnahme der Bevölkerung wurde der Fliegerhorst am 7. April 1936 eingeweiht. Somit war Werl Garnisonsstadt. Die blau-grauen Uniformen der jungen Luftwaffensoldaten prägten für etliche Jahre das Stadtbild. Mit einer großen Parade marschierte die Fliegergruppe Werl des Jagdgeschwaders 134 „Horst Wessel“ in die aufwändig mit Blumen und Tannengrün geschmückte Stadt ein. Die Soldaten wurden am Stadteingang von BDM-Mädchen begrüßt und mit Blumen geschmückt. Erster Flugplatzkommandant war Major Theo Osterkamp, ein hochdekorierter Luftwaffenoffizier. Gegen 17:00 Uhr traf der Fliegergeneral Hans Halm ein und schritt zu den Klängen des Präsentiermarsches die Front der angetretenen Formationen ab. Bürgermeister Richard Klewer hielt eine Rede mit den üblichen Parolen der Zeit. Damit war der Fliegerhorst eingeweiht.

## Einsatzbetrieb
Vier Wochen vor der offiziellen Eröffnung des Flughafens mussten die Flieger ihren ersten Auftrag ausführen. Der Einsatz führte in die Eifel, es sollten einmarschierende Landetruppen vor feindlichen Angriffen schützen. Zu Beginn war das Horst-Wessel-Geschwader mit Maschinen der Typen Arado Ar 65 und Ar 68 ausgerüstet. Die Flugzeuge einer Staffel waren von eins bis zwölf nummeriert, die Traditionsfarbe des Geschwaders war braun. Die einsitzigen Arado-Flugzeuge waren jeweils mit zwei synchronisierten Maschinengewehren MG 17 bewaffnet.
Für die Schießausbildung war ein Schießplatz an der etwa vier Kilometer entfernten Neheimer Straße gebaut worden. Hier wurde mit Pistole, Karabiner und Maschinengewehr auf Figuren oder Scheiben geschossen.
In den späteren Kriegsjahren wurden in der Flugzeugwerft mehr und mehr Maschinen auch nicht hier stationierter Verbände repariert und die Bordwaffen auf dem Schießstand eingeschossen. Etliche Nachtjäger wurden in Werl mit dem „Lichtenstein“-Radargerät ausgerüstet.
Der Fliegerhorstkommandantur war eine Musikkapelle mit etwa 25 Musikern unterstellt. Diese spielte auf Militär- und Parteiveranstaltungen. Auch viele Unterhaltungskonzerte für die Bevölkerung wurden gegeben.
Der Fliegerhorst hatte die Feldpostnummer 02446. Er trug den Decknamen "Wagenrad".

### Scheinflughafen und Scheinindustrieanlage

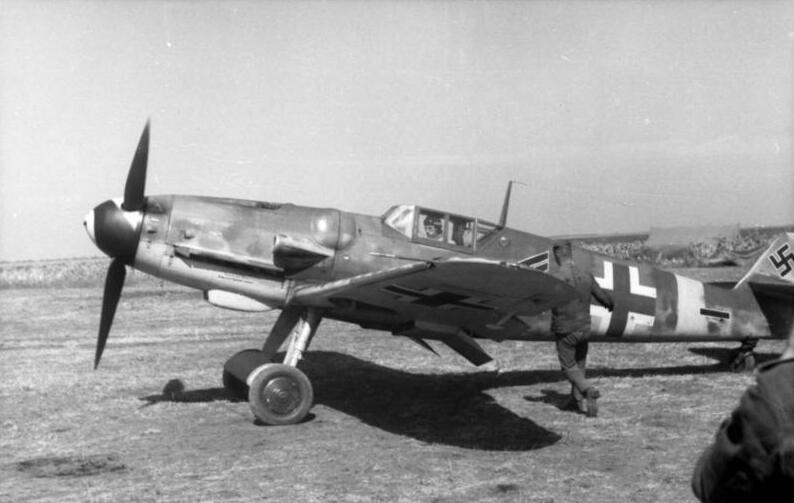
Messerschmitt Bf 109. (Beispiel)

Von den Soldaten des Fliegerhorstes Werl waren zwischen Einecke und Klotingen hölzerne Flugzeugattrappen aufgestellt worden, um feindlichen Bomberverbänden einen Flugplatz vorzugaukeln. Als Bediener dieser Anlage waren sechs Soldaten erforderlich, die sich bei Luftangriffen in einem eigens gebauten Bunker schützen konnten.
Auf der Haarhöhe, westlich von Ruhne, waren zehn Holzhallen von 10 m × 20 m Größe aufgebaut. Bei Fliegeralarm wurden hier Schweißarbeiten und ein Hochofenabstich simuliert, um angreifende Verbände zu täuschen. Eine ähnliche Scheinanlage stand vor Schlückingen westlich vom Werler Forsthaus. Am 13. Juni 1941 griffen 15 britische Bomber den Scheinflughafen Ruhne-Waltringen an und warfen über 1.200 Brand- und Sprengbomben ab. Nur ein Bauernhof in Ruhne brannte ab, aber Menschen wurden nicht verletzt oder getötet.

### Stationierte Einheiten
Folgende Verbände waren auf dem Platz stationiert:
| Verband      | Beginn     | Ende       | Bemerkung                               |
| ------------ | ---------- | ---------- | --------------------------------------- |
| II./JG 134   | 1.04.1936  | 1.11.1938  | mit Arado Ar 65 und Arado Ar 68         |
| I./JG 142    | 1.11.1938  | 1.01.1939  | mit Messerschmitt Bf 109                |
| II./ZG 142   | 1.01.1939  | 1.05.1939  | mit Messerschmitt Bf 109                |
| II./ZG 26    | 1.05.1939  | 1.10.1939  | mit Messerschmitt Bf 109                |
| III./JG 26   | 23.09.1939 | 1.11.1939  | mit Messerschmitt Bf 109                |
| II./JG 26    | 1.11.1939  | 27.01.1940 | mit Messerschmitt Bf 109                |
| I./KG 77     | 10.1939    | 6.1940     | mit Dornier Do 17                       |
| I./KG 54     | 18.05.1940 | 30.05.1940 | mit Heinkel He 111                      |
| I./KG 54     | 30.05.1940 | 10.06.1940 | mit Junkers Ju 88                       |
| Stab/SKG 210 | 5.1941     | 6.1941     | mit Messerschmitt Bf 110                |
| II./SKG 210  | 5.1941     | 6.1941     | mit Messerschmitt Bf 110                |
| Stab/SG 1    | 13.01.1942 | 2.05.1942  | mit Messerschmitt Bf 109E               |
| I./SG 1      | 15.03.1942 | 1.05.1942  | mit Messerschmitt Bf 109                |
| II./KG 2     | 7.09.1944  | 14.09.1944 | mit Dornier Do 217E und Dornier Do 217K |

Für die Blindflugschule I war der Flugplatz bis 1945 einer der Außenlandeplätze.

### Flughafen-Bereichskommando
Das Flughafen-Bereichskommando Werl wurde am 1. Juli 1939 in Werl aufgestellt und am 30. März 1941 in Flughafen-Bereichskommando 2/VI umbenannt. Es unterstand dem Luftgau-Kommando VI, ab 1943 dem Feld-Luftgau-Kommando XXVIII Treviso. Es führte folgende Einheiten:
- Fliegerhorst-Kommandantur Detmold
- Fliegerhorst-Kommandantur Dortmund
- Fliegerhorst-Kommandantur Gütersloh
- Fliegerhorst-Kommandantur Lippstadt
- Fliegerhorst-Kommandantur Paderborn
- Fliegerhorst-Kommandantur Störmede
- Fliegerhorst-Kommandantur Werl

### Großflugtage
Auf dem Fliegerhorst wurden regelmäßig Großflugtage veranstaltet, die in der Bevölkerung zur Werbung für die Luftwaffe dienten.

### Trivia
Andreas Wessel, einer der Piloten des Werler Fliegerhorstes, flog auf Grund einer Bierwette mit seiner Arado 62 in Schräglage zwischen den beiden Türmen der Wallfahrtsbasilika hindurch. In diesem Moment verließen die Besucher des Hochamtes die Kirche. Sie warfen sich in der Annahme, dies sei ein Luftangriff, schreiend auf den Boden. Wessel wurde mit einem Flugverbot auf Zeit und drei Wochen Arrest bestraft. Er hatte auch die Angewohnheit, seine schmutzige Wäsche über dem Haus seiner Mutter in Voßwinkel abzuwerfen. Überliefert ist auch ein waghalsiges Flugmanöver, bei dem er in Wickede die Ruhrbrücke unterflog.

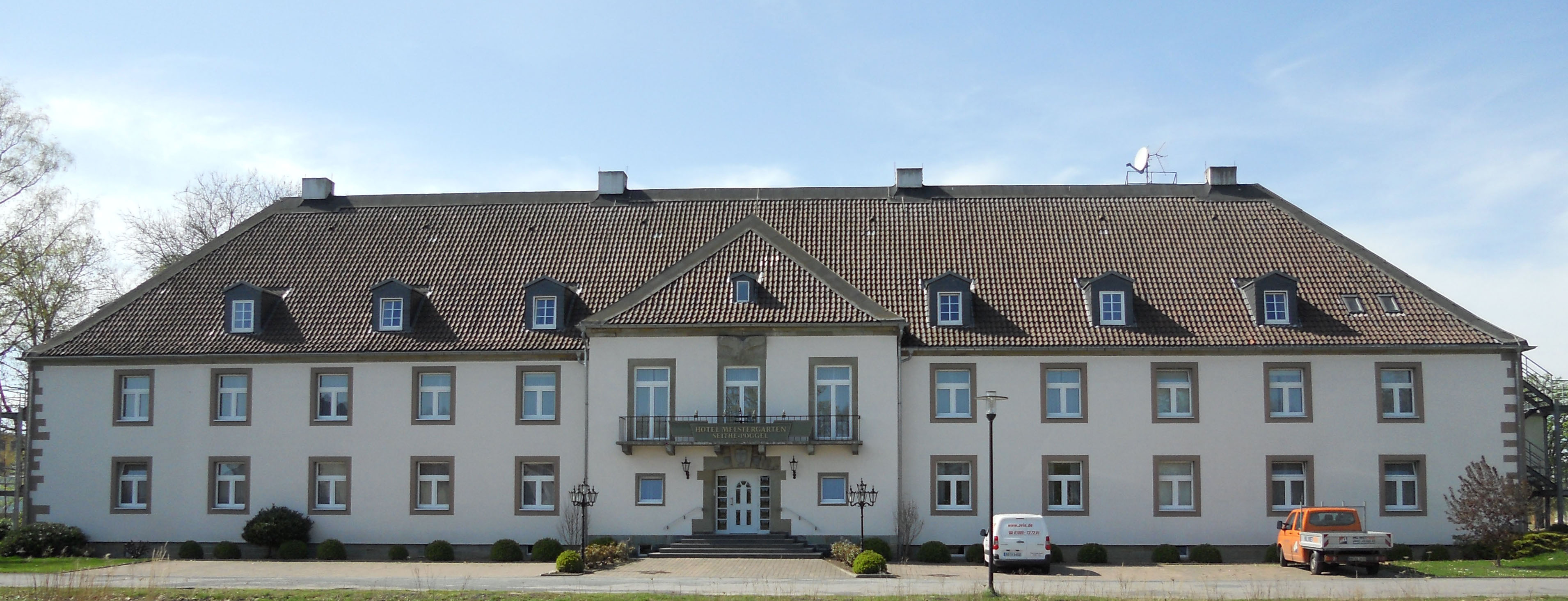
Die Kaserne des ehemaligen Fliegerhorstes wird heute zivil genutzt

### Aufgabe des Fliegerhorstes
Mitte April 1945 wurde der Flugplatz von der deutschen Luftwaffe aufgegeben und verlassen, letzter Kommandeur war Major Bode. Kurz nachdem dies in der Bevölkerung bekannt worden war, strömten die Bewohner in Scharen mit Pferdewagen, Karren und Handwagen dorthin und plünderten die Anlage. Die Lager waren teilweise voll mit Wolldecken, Töpfen, Porzellan und Fallschirmseide. In den Vorratskellern waren Lebensmittel aller Art gelagert, in kurzer Zeit wurde alles gestohlen.

## Besatzungszeit

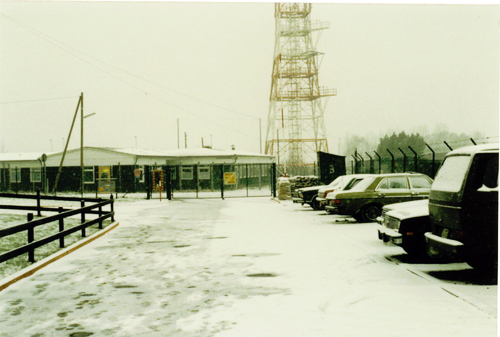
Amerikanische Kaserne mit Sendemast

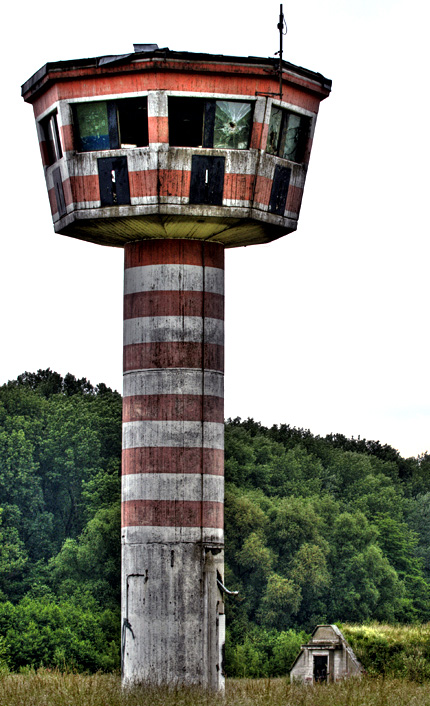
Ehemaliges Atomwaffenlager der USA

Nach dem Ende des Zweiten Weltkriegs übernahmen die belgische und amerikanische Armee das Gelände von Airfield B.157, so die alliierte Codebezeichnung des Flugplatzes. Die Belgier stationierten das 18. Logistikbataillon (Batailjon Logistiek) und die 4. Instandsetzungskompanie (Compagnie Materieel). Auf dem Gelände wurde als Notkirche die Fatima-Kapelle gebaut.
Die Amerikaner mit dem 4th U.S. Army Field Artillery Detachment (USAFAD) nutzten ein Kasernengebäude ("Houthulst-Kaserne") und richteten ein Nuklearwaffenlager, eine Raketenstation sowie einen Sendeturm auf dem Gelände ein.
Am 19. Juni 1956 wurde das 17. (BE) Escadrille Licht Vliegwezen auf Werl stationiert als Teil der 1. BE Infanterie Abteilung. Kapitein Buory war der erste Kommandant dieser neuen Einheit. Die Staffel flog mit Hubschraubern vom Flugplatz Werl, der sich im Nordwestteil des ehemaligen Fliegerhorst-Areals befand. Der Platz hatte den ICAO-Code EDCW und verfügte in den 1980er Jahren über eine 544 m lange Graspiste mit der Ausrichtung 04/22.

## Teilabriss und neue Nutzung
Das Gelände wurde 1994 von den Amerikanern und Belgiern aufgegeben. Heute befindet sich dort das Gewerbegebiet und Kompetenzzentrum KonWerl 2010.